# Monumental Possession
Monumental Possession drugi je studijski album norveškog black metal-sastava Dødheimsgard. Album je 5. svibnja 1996. godine objavila diskografska kuća Malicious Records. Ovo je posljednji album sastava isključivo black metal žanra pošto će grupa na svojim budućim glazbenim izdanjima u svoj zvuk uvrstiti industrijalne i avangardne elemente. Godine 1999. Monumental Possession ponovno objavljuje izdavač Century Media Records.

## Popis pjesama
Tekstovi: Aldrahn. 
| 1.    | »Intro«                   | 1:27 |
| 2.    | »Utopia Running Scarlet«  | 3:23 |
| 3.    | »The Crystal Specter«     | 3:50 |
| 4.    | »Bluebell Heart«          | 4:16 |
| 5.    | »Monumental Possession«   | 5:44 |
| 6.    | »Fluency«                 | 3:37 |
| 7.    | »Angel Death«             | 3:54 |
| 8.    | »Lost in Faces«           | 4:56 |
| 9.    | »The Ultimate Reflection« | 6:03 |
| 37:10 |                           |      |

## Recenzije
Steve Huey, glazbeni kritičar sa stranice AllMusic, izjavljuje: "Monumental Possession ne prikazuje nikakve veće promjene u Dødheimsgardovom bolesnom norveškom black metal zvuku, ali je ipak vješto izveden primjer žanra."

## Zasluge
| Dødheimsgard - Aldrahn – vokali (na pjesmama 3, 5 i 7), gitara, tekstovi, produkcija - Vicotnik – vokali (na pjesmama 2, 6 i 8), bubnjevi, produkcija - Apollyon – vokali (na pjesmama 4 i 9), gitara, produkcija - Alver – bas-gitara, produkcija | Ostalo osoblje - Garm – mastering |